# Det niende kompagni
Det niende kompagni er en svensk drama- og komediefilm fra 1987 instrueret af Colin Nutley, der også skrev manuskriptet i samarbejde med Sven-Gösta Holst. Filmen har blandt andre Tomas Fryk, Thomas Hanzon og Jan Mybrand i hovedrollerne.

## Handling
En gruppe værnepligtige indser, at hæren har enorme ressourcer, som ikke bliver brugt så meget. Ved hjælp af materialet begynder de at udføre tjenester for folk i nabolaget. Der bliver vekslet flere og flere penge, flere og flere bliver involveret, men hvornår vil nogen afsløre sandheden?

## Medvirkende
- Tomas Fryk som Gunnar Jönsson
- Lennart Hjulström som Nils Jönsson
- Gunilla Nyroos som Alva Jönsson
- Hans Strååt som Arvid Jönsson
- Thomas Hanzon som Bertil Rosencrantz
- Jan Mybrand som Persson
- Harald Hamrell som Mogren
- Patrik Bergner som Hodén
- Krister Henriksson som Johan Hultman
- Margreth Weivers som Johan Hultmans mor
- Sten Ljunggren som oberst Hellman
- Marika Lindström som Marianne Hellman
- Peter Haber som Lundkvist